# Diktator ohne Hals
Diktator ohne Hals heißt eine Büste des Bauhaus-Meisters Gerhard Marcks von 1941 in Gips, die den Kopf von Adolf Hitler zeigt. 1949 hat Marcks „irritierenderweise“ einen Bronzeguss nach dem Modell von 1941 geschaffen, Repliken werden u. a. im Gerhard-Marcks-Haus in Bremen und im Schiller-Museum in Weimar aufbewahrt.

## Beschreibung
Der Kopf aus Gips misst knapp 30 Zentimeter. Der Bronzeguss wurde in knapp unter Lebensgröße ausgeführt.

## Geschichte
Marcks hatte zufälligerweise Adolf Hitler bei einem Verkehrsstau in der Wilhelmstraße in Berlin gesehen und ihn in seinem Berliner Atelier 1941 in Gips geformt. Marcks porträtierte den Diktator ohne Hals mit einer überlangen Nase und eng zusammenstehenden Augen. Die Gesichtszüge wirken nicht hart, sondern weich und schlaff. Damit stellt sein Porträt einen Kontrast zu den gemalten und plastischen Hitler-Porträts wie u. a. dem Arno Brekers dar, wo dessen Züge idealisiert mit hervorstechenden Wangenknochen und stechendem Blick den „entschlossenen“ Führer darstellen sollten. Dabei war Hitler immer mit Hals, mitunter mit eng darunter gebundener Krawatte und Parteiabzeichen porträtiert. Ausgestellt wurde in der NS-Zeit der Kopf nicht. Ein Akt des Widerstandes wie z. B. der von Franz Ehrlich am Eingangstor des Konzentrationslagers Buchenwald Zu Franz Ehrlich ist aber auch zu sagen, dass die Ettersberg-Siedlung ohne ihn gar nicht existieren würde und er selbst 1939/40 im Baubüro des KZ Buchenwald tätig war oder eine Karikatur, ist die Plastik nicht, sondern eher ein „Gegenbild“, eine „skulpturale Auseinandersetzung mit Hitlers Person und seinem Aussehen.“
Während 1945 die meisten seiner Arbeiten durch die Bombardierung verloren gingen, überstand der Hitler-Kopf den Krieg, da Marcks ihn zuvor nach Schloss Caputh bringen ließ.
Marcks ist nicht der Einzige, der ein derartiges Porträt fertigte. Er tilgte es aber auch nicht wie viele seiner Künstlerkollegen, sondern überführte dieses in seine Stiftung 1970 und ließ ihn 1949 in Bronze gießen. Der Kopf wird im Gerhard-Marcks-Haus in Bremen verwahrt.

## Ausstellungen
Die Kunstgeschichte tat sich mit den Hitler-Porträts lange Zeit schwer, so auch mit dem von Gerhard Marcks, obwohl dieses nicht als gefälliges Propagandastück gedacht und ausgeführt war. Sein Hitler-Kopf wurde bislang nur wenige Male ausgestellt.
2018 zeigte das Bremer Gerhard-Marcks-Haus im Rahmen einer Ausstellung von Volker März eine Installation des Künstlers, in die die Bronzebüste Hitlers integriert ist. Die Ausstellung wurde anschließend im Georg-Kolbe-Museum in Berlin gezeigt.
In der Ausstellung Bauhaus und Nationalsozialismus der Klassikstiftung, die im Neuen Museum Weimar, dem Schillerhaus und im Bauhaus-Museum zu sehen ist, ist auch dieser Kopf vom 9. Mai – 15. September 2024 ausgestellt. Es ist dieses Hitler-Porträt nicht das einzige seiner Art eines Bauhaus-Künstlers. Ein weiteres des Diktators mit einem Halsansatz ist in der Ausstellung ebenfalls zu sehen.